# كيرن سكوت
كيرن سكوت (بالإنجليزية: Kieran Scott)‏ (11 مارس 1974 في الولايات المتحدة)؛ كاتِبة مُتخصِّصة في أدب الأطفال وروائية أمريكية. درست في جامعة روتجرز.